# Ратушна Галина Єлисеївна
Галина Єлисеївна Ратушна (4 жовтня 1939, місто Запоріжжя Запорізької області) — українська радянська діячка, доярка колгоспу «Росія» Оріхівського району Запорізької області. Депутат Верховної Ради УРСР 8—10-го скликань.

## Біографія
Освіта середня.
З 1955 року — робітниця консервного заводу, з 1956 року — робітниця заводу продовольчих товарів Запорізької області.
З 1965 року — доярка колгоспу «Росія» Оріхівського району Запорізької області.
Потім — на пенсії в селі Преображенка Оріхівського району Запорізької області.

## Нагороди
- орден Леніна
- орден Жовтневої Революції
- ордени
- медалі